# Perú en la clasificación de Conmebol para la Copa Mundial de Fútbol de 1974
La Selección de fútbol del Perú fue una de las nueve selecciones de fútbol que participaron en la Clasificación de Conmebol para la Copa Mundial de Fútbol de 1974, en la que se definieron los representantes de Conmebol para la Copa Mundial de Fútbol de 1974, que se desarrolló en la Alemania Occidental.

## Sistema de juego
Para la Copa Mundial de Fútbol de 1974 de Alemania Federal, la Conmebol disponía de 3,5 plazas de las 16 totales del mundial. Una plaza estaba asignada directamente para Brasil, por ser el actual campeón de la competición, por lo que un total de 9 selecciones se disputaron 2,5 plazas.
Los 9 equipos se repartieron en tres grupos formados con tres equipos cada uno. El primer clasificado de cada grupo se clasificaba automáticamente para el mundial, a excepción del ganador del grupo 3, que debía jugar antes un play-off con un representante de la zona UEFA. Si dos equipos empataban a puntos se desempataba teniendo en cuenta la diferencia de goles acumulada, y en caso de persistir el empate, ambos equipos deberían jugar un partido en campo neutral, para decidir el que se obtenía la clasificación finalmente.

## Tabla de posiciones
| Equipo    | Pts | PJ | PG | PE | PP | GF | GC | Dif |
| --------- | --- | -- | -- | -- | -- | -- | -- | --- |
| Argentina | 7   | 4  | 3  | 1  | 0  | 9  | 2  | +7  |
| Chile     | 4   | 3  | 2  | 0  | 1  | 4  | 3  | 0   |
| Uruguay   | 5   | 4  | 2  | 1  | 1  | 6  | 2  | +4  |
| Paraguay  | 5   | 4  | 2  | 1  | 1  | 8  | 5  | +3  |
| Colombia  | 5   | 4  | 1  | 3  | 0  | 3  | 2  | +1  |
| Perú      | 2   | 3  | 1  | 0  | 2  | 3  | 4  | –1  |
| Ecuador   | 2   | 4  | 0  | 2  | 2  | 3  | 8  | –5  |
| Bolivia   | 0   | 4  | 0  | 0  | 4  | 1  | 11 | –10 |

## Partidos

### Grupo 3
Ante el retiro de Venezuela, la clasificación se decidió en un choque de ida y vuelta entre Chile y Perú.

| Equipo | Pts. | PJ | PG | PE | PP | GF | GC | Dif. |
| ------ | ---- | -- | -- | -- | -- | -- | -- | ---- |
| Chile  | 2    | 2  | 1  | 0  | 1  | 2  | 2  | 0    |
| Perú   | 2    | 2  | 1  | 0  | 1  | 2  | 2  | 0    |

#### Local
| 29 de abril de 1973 | Perú               | 2:0 (1:0) | Chile | Estadio Nacional, Lima                                      |                                                             |
|                     | Hugo Sotil 43' 62' |           |       | Asistencia: 44 438 espectadores Árbitro(s): Armando Marques | Asistencia: 44 438 espectadores Árbitro(s): Armando Marques |

#### Visitante
| 13 de mayo de 1973 | Chile                                 | 2:0 (0:0) | Perú | Estadio Nacional de Chile, Santiago de Chile              |                                                           |
|                    | Julio Crisosto 68' Sergio Ahumada 71' |           |      | Asistencia: 69 881 espectadores Árbitro(s): Ramón Barreto | Asistencia: 69 881 espectadores Árbitro(s): Ramón Barreto |

#### Partido de desempate
Chile y Perú empataron en el marcador acumulado de sus enfrentamientos de ida y vuelta, por lo que el clasificado para el play-off intercontinental se decidió en un partido de desempate disputado en Montevideo. Chile venció en este encuentro y accedió al play-off.
| 5 de agosto de 1973 | Chile                                 | 2:1 (1:1) | Perú | Estadio Centenario, Montevideo                               |                                                              |
|                     | Julio Crisosto 68' Sergio Ahumada 71' |           |      | Asistencia: 57 933 espectadores Árbitro(s): Gregorio da Rosa | Asistencia: 57 933 espectadores Árbitro(s): Gregorio da Rosa |

## Jugadores
Listado de jugadores que participaron en la clasificación para la Copa Mundial 1974:
| Nombre                | Posición      | Clubes                    |
| --------------------- | ------------- | ------------------------- |
| Manuel Uribe          | Portero       | Defensor Arica            |
| Héctor Chumpitaz      | Defensa       | Universitario de Deportes |
| Julio Luna Portal     | Defensa       | Universitario de Deportes |
| Carlos Carbonell      | Defensa       | Universitario de Deportes |
| José Fernández        | Defensa       | Defensor Lima             |
| José Navarro Aramburu | Defensa       | Deportivo Municipal       |
| Rodulfo Manzo         | Defensa       | Defensor Lima             |
| Orlando de La Torre   | Defensa       | Sporting Cristal          |
| José Velásquez        | Mediocampista | Alianza Lima              |
| Roberto Challe        | Mediocampista | Defensor Lima             |
| Ramón Mifflin         | Mediocampista | Racing                    |
| Alfredo Quesada       | Mediocampista | Sporting Cristal          |
| Teófilo Cubillas      | Mediocampista | F. C. Oporto              |
| Juan José Muñante     | Delantero     | Atlético Español          |
| Héctor Bailetti       | Delantero     | Universitario de Deportes |
| Juan Carlos Oblitas   | Delantero     | Universitario de Deportes |
| Oswaldo Ramírez       | Delantero     | Universitario de Deportes |
| Hugo Sotil            | Delantero     | F. C. Barcelona           |